# Муравьёва, Софья Андреевна
Софья Андреевна Муравьёва (род. 4 августа 2006, Москва) — российская фигуристка, выступающая в одиночном катании.  Серебряный призёр чемпионата России (2024), бронзовый призер чемпионата России (2023). Двукратный бронзовый призёр первенства России среди юниоров (2021 и 2022). Победитель этапа юниорского Гран-при в Линце. Двукратный серебряный призёр этапов Гран-при России «Московские звёзды» и «На призы губернатора Пермского края». Победитель (2023) и серебряный призёр (2025) чемпионата России по прыжкам. Мастер спорта России (2022).

## Спортивная карьера

### Сезон 2020—2021
В начале февраля фигуристка выступила на первенстве России среди юниоров проходившем в Красноярске, где завоевала бронзовую медаль с суммой баллов 208,13, уступив Софье Акатьевой и Аделии Петросян.

### Сезон 2021—2022
В ноябре победила на пятом этапе Кубка России проходившем в Перми с суммой баллов 216,64.
На Чемпионате России 2022, проходившем с 21 по 26 декабря 2021 года, по результатам короткой программы сначала был объявлен результат в 81,87 балла, означающий второе место, однако позднее с Софьи сняли 1 балл зал задержку выхода на старт на 2 секунды, так что по итогам короткой программы промежуточное второе место досталось Анне Щербаковой, тогда как Софья с 80,87 баллами стала третьей. По сумме баллов после произвольной программы стала шестой. Ряд известных людей, включая тренера фигуристки Евгения Плющенко, выразили недовольство судейством. С их точки зрения судьи незаслуженно придержали баллы молодых спортсменок, тогда как у Анны Щербаковой, с их точки зрения, баллы были незаслуженно высоки. Приблизительно одновременно чемпионатом страны было объявлено что Софья включена в состав запасных сборной России, и почти сразу же это было объявлено ошибкой. Генеральный директор Федерации фигурного катания на коньках России Александр Коган поясняет, что Софье недостаточно возраста, чтобы участвовать на международных турнирах, таких как чемпионат Европы. Спустя более чем год после соревнования, результат Валиевой был отменён и все остальные спортсменки поднялись на одну строчку.
20 января на первенстве России в Саранске в короткой программе пыталась исполнить каскад 3A+3T, но допустила ошибку, так что второй прыжок засчитан не был. На следующий день в произвольной программе тоже допустила ряд ошибок и с результатом в 211,62 по суммой баллов во второй раз взяла бронзу первенства, уступив Софье Акатьевой и Софье Самоделкиной.

### 2022—2024
Вошла в основной состав взрослой сборной России.
Ожидалось участие на 3-м этапе Гран При России в Казани и на 5-м этапе в Самаре. Однако участие в Казани не подтверждается. Произошёл перенос на другие этапы.
На 4-м этапе Гран-При «Московские звёзды» Муравьёва с результатом в 82,24 балла за короткую программу заняла промежуточное третье место. По результатам соревнования взяла серебро, уступив золото Елизавете Туктамышевой, но при этом опередив Софью Акатьеву.
На 6-м этапе Гран-При в Перми Муравьёва снова стала второй, снова уступив первое место Туктамышевой.
23 декабря на чемпионате России во время короткой программы Муравьёва справилась со всеми прыжковыми элементами, в частности показав хороший тройной аксель, но внезапно потеряла равновесие на хореографическом элементе. В итоге заняла промежуточное третье место, позади Акатьевой и Туктамышевой. На следующий день в произвольной программе упала с сольного тройного акселя, но сделала его в каскаде. С суммой в 235,96 балла стала четвёртой.
В марте 2023 года Софья участвовала в финале Гран-при России, куда отобралась благодаря занятым на этапах двум вторым местам. В короткой программе допустила ошибку при выполнении тройного акселя и получила за неё 77,94 балла. В произвольной программе Муравьёвой удалось сделать тройной аксель. По сумме двух программ спортсменка заняла 5 место с результатом 233,04.
В декабре 2023 года выиграла серебро чемпионата России, прошедшего в Челябинске. В декабре 2024 года заняла 4-е место на чемпионате России 2025.

## Программы
| Сезон     | Короткая программа | Произвольная программа | Показательные номера                                                                                                   |
| --------- | --- | --- | --- |
| 2024—2025 | - «Ethnic Vocals» Soul Pacifica - «A Swan is Born» (из фильма «Чёрный лебедь») Клинт Мэнселл - «Лебединое озеро, соч. 20, действие III: No. 19, Pas de six — Intrada» П. И. Чайковский в исполнении Андре Превин | - «Лебединое озеро» П. И. Чайковский в исполнении Universal Production Music и Дэвид Гарретт - «Mother Me» (из фильма «Чёрный лебедь») Клинт Мэнселл                                                                           | - «Your Art» - «(It Goes Like) Nanana» Peggy Gou                                                                       |
| 2023—2024 | - «Horizon of Memories» Eternal Eclipse ft. Ranya хореография: Дмитрий Михайлов и Евгений Плющенко | - «Pilgrims on a Long Journey» Cœur de pirate - «Wicked Game» Крис Айзек в исполнении Фредерик Ллойд и Аннака - «Gefion» Christian Reindl and Lucie Paradis хореография: Дмитрий Михайлов и Евгений Плющенко                   | - «Лебедь» Камиль Сен-Санс                                                                                             |
| 2022—2023 | - «Proud» Тамара Тодевская хореография: Дмитрий Михайлов и Евгений Плющенко | - «Love Theme» (из фильма «Ромео и Джульетта») Нино Рота хореография: Дмитрий Михайлов | - «Ne me quitte pas» Жак Брель в исполнении Селин Дион хореография: Сергей Розанов, Дмитрий Михайлов, Евгений Плющенко |
| 2021—2022 | - «Ne me quitte pas» Жак Брель в исполнении Селин Дион хореография: Сергей Розанов, Дмитрий Михайлов, Евгений Плющенко                                                                                           | - «Великий Гэтсби»: - «Gatsby Believed in the Green Light» Крэйг Армстронг, Тоби Магуайр - «Magic Tree And I Let Myself Go» Крэйг Армстронг, Лана Дель Рей - «Young and Beautiful» Лана Дель Рей хореография: Дмитрий Михайлов | |
| 2020—2021 | - «Ne me quitte pas» Жак Брель в исполнении Селин Дион хореография: Сергей Розанов, Дмитрий Михайлов, Евгений Плющенко                                                                                           | - «Liebesträume» Ференц Лист - «Moonlight Sonata» Людвиг ван Бетховен хореография: Надежда Попова | |
| 2019—2020 | - «Времена года: Лето» Антонио Вивальди | - «Багровый пик»: - «Allerdale Hall» - «Credits» Фернандо Веласкес | |
| 2018—2019 | - «Primavera» Людовико Эйнауди | - «Сибирский цирюльник»: - «Jane and Andreï» - «Cadets and Maidens» - «The Love» Эдуард Артемьев | |
| 2017—2018 | - «Primavera» Людовико Эйнауди | - «Сибирский цирюльник»: - «Jane and Andreï» - «Cadets and Maidens» - «The Love» Эдуард Артемьев | |

## Спортивные достижения
| Соревнования                        | 19/20                       | 20/21                       | 21/22                       | 22/23                       | 23/24                       | 24/25                       |
| Национальные индивидуальные         | Национальные индивидуальные | Национальные индивидуальные | Национальные индивидуальные | Национальные индивидуальные | Национальные индивидуальные | Национальные индивидуальные |
| ----------------------------------- | --------------------------- | --------------------------- | --------------------------- | --------------------------- | --------------------------- | --------------------------- |
| Чемпионаты России                   |                             |                             | 5                           | 3                           | 2                           | 4                           |
| Первенство России среди юниоров     | 9                           | 3                           | 3                           |                             |                             |                             |
| Первенство Москвы среди юниоров     | 6                           |                             |                             |                             |                             |                             |
| Финалы Кубка России                 | 4                           |                             |                             | 4                           |                             | 4                           |
| Этапы Кубка России. II этап         |                             | 2                           |                             |                             |                             |                             |
| Этапы Кубка России. III этап        |                             |                             | 2                           |                             |                             | 4                           |
| Этапы Кубка России. IV этап         | 8                           |                             |                             | 2                           | 1                           |                             |
| Этапы Кубка России. V этап          | 5                           |                             | 1                           |                             |                             | 4                           |
| Этапы Кубка России. VI этап         |                             |                             |                             | 2                           | 2                           |                             |
| Чемпионат России по прыжкам         |                             |                             |                             | 1                           |                             | 2                           |
| Национальные командные              |                             |                             |                             |                             |                             |                             |
| Чемпионат России по прыжкам         |                             |                             |                             | 1                           | 1                           |                             |
| Кубок Первого канала                |                             |                             |                             | 2                           |                             |                             |
| Международные среди юниоров         |                             |                             |                             |                             |                             |                             |
| Этапы юниорского Гран-при. Словакия |                             |                             | 2                           |                             |                             |                             |
| Этапы юниорского Гран-при. Австрия  |                             |                             | 1                           |                             |                             |                             |